# Johan Padan
Johan Padan è un personaggio fittizio creato da Dario Fo nell'omonima opera teatrale.

## Il personaggio
Johan Padan è un giovane bergamasco che scappa da un campo di addestramento militare dei Lanzichenecchi e si ritrova a Venezia, ma viene inseguito dalle guardie per aver creato confusione tra le barche del corteo reale. Riesce a scappare e incontra la sua fidanzata, una strega che predige il futuro in cambio di soldi, ma viene arrestata dalle stesse guardie che inseguivano Johan, mentre quest'ultimo riesce a scappare e incontra il capo dei Lanzichenecchi che lo insegue. Johan riesce ad imbarcarsi su una nave che stava salpando a Siviglia e li incontra un venditore di fuochi d'artificio. Mentre si celebrava il viaggio nel Nuovo Mondo Johan e il venditore si preparano ad accendere i fuochi artificiali, ma Johan incuriosito da quello che stava succedendo inciampa e spinge uno dei sacerdoti accendendo involontariamente i fuochi proprio vicino alla nave, viene scoperto e inseguito di nuovo dalle guardie e si salva imbarcandosi su una delle tre caravelle della Regina di Spagna. Nella nave incontra un mozzo di nome Pedro Hésteban de Reva conosciuto come "Trentatrippe" e il cavallo del capitano Narvaez Hàvierre Ernesto Moriglio Planco che Johan chiama "Pataplan". A causa di una tempesta naufraga e si salva su un'isola che verrà chiamata in seguito Florida, e li incontrerà degli Indios che lo porteranno al villaggio dal loro capo Cacicco. Il capo pensando che Johan fosse un mago lo slega, ma mentre si scatena un'altra tempesta il capo viene ferito e viene salvato da Johan guadagnandosi la sua fiducia. Johan impara a condividere con il popolo degli Indios la sua cultura, i pensieri e la religione cristiana. Infine insegna agli indios le tecniche di combattimento agli indios del tutto ignote. Johan per evitare che gli Indios vengano schiavizzati in quanto non cristiani decide di convertirli al cristianesimo raccontando loro la storia della Bibbia e quella di Gesù Cristo storia che lascia gli indigeni sorpresi e commossi nel scoprire che esisteva un uomo capace di fare miracoli e che predicava l'amore e il perdono quindi decidono di convertirsi alla religione cristiana e vanno a fare una processione davanti al campo della guarnigione spagnola ma nemmeno questo fa desistere gli spagnoli dal volerli rendere schiavi di conseguenza Johan li fa allontanare e con un ingegnoso piano gli Indios sconfiggono gli spagnoli e li mandano via dalla loro terra. Joan si sposa con una giovane ragazza Indios e stessa cosa farà Trentatrippe. Johan passerà i successivi anni con gli Indios invecchiando serenamente e venendo visto dagli Indios come un santo e Joan affermerà che è rimasto con loro in quanto prigioniero dell'amore degli Indios che ha protetto e amato con cui ha trovato un senso profondo all'interno della sua vita.  

## Caratteristiche e comportamento
(Prologo del video)
Dario Fo descrive nel libro Johan così: